# Parafia św. Bartłomieja Apostoła w Paprotni
Parafia Świętego Bartłomieja Apostoła w Paprotni – parafia rzymskokatolicka w Paprotni, należąca do diecezji siedleckiej i dekanatu Suchożebry.

## Historia
Parafia w Paprotni istniała już w połowie XV wieku. W 1876 rząd carski zlikwidował parafię, a kościół został zamknięty. W 1906 zaczęto ponownie odprawiać nabożeństwa. Parafia w Paprotni została wznowiona 6 lipca 1919 przez biskupa podlaskiego Henryka Przeździeckiego. Obecny kościół parafialny drewniany, wybudowany w 1750 został, po częściowym spaleniu w 1908, gruntownie przebudowany w latach 1909–1910.

## Zasięg parafii
Do parafii należą wierni z miejscowości: Paprotnia, Czarnoty (5 km), Grabowiec (2 km), Kaliski (2 km), Krynki (4 km), Kobylany-Kozy (6 km), Łozy (2 km), Nasiłów (3 km), Olędy (6 km), Pluty (2 km), Podawce (1 km), Skwierczyn Lacki (3 km), Trębice Dolne (4 km), Trębice Górne (4 km) i Stare Trębice (5 km).